# Tokyo Xtreme Racer

Capa do jogo

Tokyo Xtreme Racer ou Tokyo Highway Challenge é um jogo de racha lançada originalmente para o Dreamcast em 1999. Anos depois foi lançado para outros consoles.